# Андронік Комнін (себастократор)
Андронік Комнін (бл.1108 — 1142) — державний діяч Візантійської імперії.

## Життєпис
Походив з династії Комнінів. Другий син імператора Іоанна II та Ірини Арпад (доньки Владислава I, короля Угорщини). Народився близько 1108 року в Константинополі. Виховувався при дворі свого діда імператора Олексія I. Після смерті останнього у 1118 році його батько стає новим імператором. 1122 року отримав титул себастократора.
Замолоду виявив хист до військової справи. У 1129 році був учасником військової кампанії під орудою Іоанна II проти Угорщини, війська якої вдерлися до Сербії. У 1130-х роках часто був учасником кампаній та битв з Румським султанатом, Данішмендідами та Кілікійським царством. Особливо відзначився у захоплені Кастамону в 1133 році.
У 1142 році після смерті старшого брата в Анталії отримав доручення від батька разом з молодшим братом Ісааком супроводжувати тіло померлого до столиці імперії. Шляхом до Константинополя раптово захворів та помер. Поховано в монастирі Пантакратор.

## Родина
Дружина — Ірина Анеядісса
Діти:
- Марія, дружина: 1) Феодора Дасіота; 2) Іоанна Кантакузіна
- Іоанн Дука (д/г—1176)
- Феодора (д/н—1184), дружина Генріха II, герцога Австрії
- Євжокія, дружина: 1) невідомий; 2) Михайло Гаврас
- Олексій (1141—1183), протосебаст